# 鈴木哲也 (工学者)
鈴木 哲也（すずき てつや）は、日本の工学者、工学博士。慶應義塾大学教授。研究分野は、材料科学、薄膜工学、回折結晶学。

## 人物紹介
東京工業大学工学部無機材料工学科卒業（1985年）、同大学大学院修士課程理工学研究科原子核工学専攻修了（1987年）、同大学大学院博士課程理工学研究科原子核工学専攻修了（1990年）、工学博士。慶應義塾大学理工学部機械工学科教授。
COE採択メンバー。21世紀COEプログラム・化学・材料科学分野、ライフコンジュゲートケミストリー。